# Polistes palmarum
Polistes palmarum är en getingart som beskrevs av Joseph Charles Bequaert 1936.
Polistes palmarum ingår i släktet pappersgetingar och familjen getingar. Inga underarter finns listade i Catalogue of Life.